# Sara Vukčević
Sara Vukčević, född 25 mars 1992 i Titograd i Jugoslavien, nuvarande Podgorica, Montenegro, är en montenegrinsk handbollsspelare som var med och vann EM 2012 med Montenegros damlandslag i handboll. Hon spelar som mittsexa.

## Klubblagskarriär
Vid sjutton års ålder 2009 blev hon spelare i Budućnosts seniorlag och blev montenegrinsk mästare och cupvinnare både 2009 och 2010. Hon började sin seniorkarriär i ŽRK Budućnost  men blev sedan utlånad 2011 till ungerska klubben Erd där hon spelade i fyra år till 2015. Hon var sedan utlänad i två år till ungerska Váci NKSE men skulle 2016 till 2017 ha spelat för Kispest NKK men det kontraktet blev annullerat på grund av skada. 2017 spelade hon för rumänska toppklubben SCM Râmnicu Vâlcea. Hon återvände året efter till Mosonmagyaróvári KC i Ungern där hon spelade ett år. 2019 spelade hon för Csurgói KK i Ungern.

## Landslagskarriär
Efter framgångarna med klubblaget spelade Vukčević för de montenegrinska ungdoms- och juniorlandslagen. 2010, vid U20-VM i Sydkorea, vann hon en bronsmedalj med Montenegro. Hon debuterade i A-landslaget redan 2011 och var med i EM 2012 och vann EM-guld med landslaget. Sen spelade hon inte mycket mer i landslaget. Sin senaste landskamp spelade hon 2014 och hon har spelat 18 landskamper med bara 4 noterade mål.